# ريو نوجيما
ريو نوجيما (باليابانية: 野嶋 良) (5 أكتوبر 1979 في توياما في اليابان – )؛ هو لاعب كرة قدم ياباني سابق كان يلعب كلاعب وسط.

## وصلات خارجية
- ريو نوجيما على موقع رابطة كرة القدم اليابانية للمحترفين (اليابانية)
- ريو نوجيما على موقع Soccerway.com (الإنجليزية)